# Syncopacma
Syncopacma là một chi bướm đêm thuộc họ Gelechiidae.

## Hình ảnh

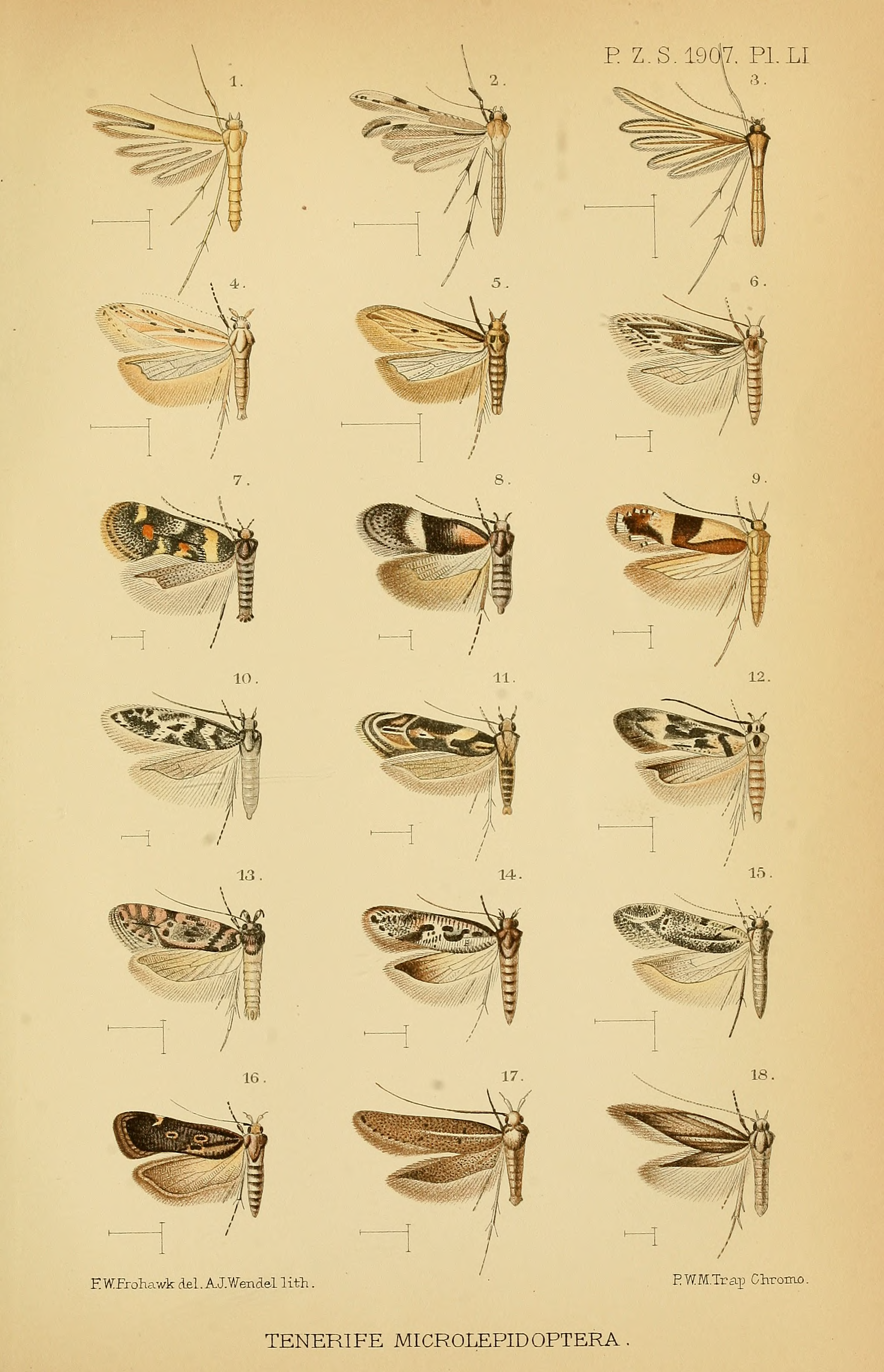

- Tập tin:Syncopacma sp - ngày 17 tháng 7 năm 2013.webm